# Таємниче полум'я цариці Лоани
«Таємниче полум'я цариці Лоани» (італ. La Misteriosa Fiamma della Regina Loana) — п'ятий роман Умберто Еко. Опублікований 2004 року з підзаголовком «Ілюстрований роман».

## Сюжет
Головний герой, шістдесятирічний букініст з Мілана на прізвисько Ямбо (насправді його звати так само, як і відомого італійського друкаря, видавця та гравера XVII століття — Джамбаттіста Бодоні) внаслідок інсульту втрачає свою епізодичну пам'ять. Він не може згадати свого власного імені та рідню, проте, добре пам'ятає все те, що колись прочитав ( зберігається семантична пам'ять). 
Щоб довідатись більше про своє минуле, Ямбо вирішує поїхати до маєтку, де він провів своє дитинство. Переглядаючи старі газети, грамофонні платівки, журнали, комікси і афіші, йому не вдається повернути свою пам'ять, але читач дізнається про особливості зростання в часи режиму Муссоліні. Все докорінно змінюється, коли він знаходить Перше фоліо...

## Український переклад
Умберто Еко. Таємниче полум'я цариці Лоани. – Харків: Фоліо, 2012 [Архівовано 27 квітня 2016 у Wayback Machine.]